# Ochropyge
Ochropyge là một chi bướm ngày thuộc họ Bướm nâu.